# Badr Abdel Aziz
Pour les articles homonymes, voir Abdel Aziz.
Badr Abdel Aziz, né le 16 mai 1980 à Stockholm, est un joueur professionnel de squash représentant la Suède. Il atteint en septembre 2006 la 66e place mondiale sur le circuit international, son meilleur classement. Il est champion de Suède en 2005.

## Palmarès

### Titres
- Championnats de Suède : 2005